# Club Deportivo Villarrobledo
El Club Deportivo Villarrobledo fou un club de futbol de Castella-La Manxa, de la ciutat de Villarrobledo.
El club va ser fundat el 1956. El seu èxit més gran fou l'any 1961, quan assolí l'ascens a segona divisió. L'any 1968 va desaparèixer. Evolució del nom:
- Club Deportivo Villarrobledo (1942-1945)
- Villarrobledo Frente de Juventudes (1945-1958)
- Club Deportivo Villarrobledo (1958-1968)

L'any 1971 nasqué el Club Polideportivo Villarrobledo.

## Temporades
| Temporada | Nivell | Divisió    | Posició | Copa del Rei  |
| --------- | ------ | ---------- | ------- | ------------- |
| 1956-57   | 4      | 1a Reg.    | —       |               |
| 1957-58   | 4      | 1a Reg.    | 1r      |               |
| 1958-59   | 3      | 3a Divisió | 2n      |               |
| 1959-60   | 3      | 3a Divisió | 3rd     |               |
| 1960-61   | 3      | 3a Divisió | 2n      |               |
| 1961-62   | 2      | 2a Divisió | 16è     | Primera ronda |
| 1962-63   | 3      | 3a Divisió | 7è      |               |
| 1963-64   | 3      | 3a Divisió | 5è      |               |
| 1964-65   | 3      | 3a Divisió | 3rd     |               |
| 1965-66   | 3      | 3a Divisió | 6è      |               |
| 1966-67   | 3      | 3a Divisió | 9è      |               |
| 1967-68   | 3      | 3a Divisió | 17è     |               |